# Calosoma marginale
Calosoma marginale es una especie de escarabajo del género Calosoma, familia Carabidae. Fue descrita científicamente por Casey en 1897.
Esta especie se encuentra en los Estados Unidos, Canadá y México.